# Osmunda nipponica
Osmunda nipponica là một loài dương xỉ trong họ Osmundaceae. Loài này được Makino mô tả khoa học đầu tiên năm 1912.